# Hakan Ünsal
Hakan Ünsal (Sinope, 14 maggio 1973) è un ex calciatore turco, di ruolo difensore.
Durante la carriera ha vinto 5 campionati turchi, una Coppa UEFA (1999-2000) e una Supercoppa UEFA (2000) giocando con il Galatasaray.

## Carriera

### Nazionale
Ha partecipato al campionato del mondo 2002, competizione nella quale la Turchia ha ottenuto il terzo posto.
Durante la partita di girone contro il Brasile (persa per 2 a 1) Ünsal venne espulso dopo aver passato la palla all'attaccante brasiliano Rivaldo, che avrebbe dovuto battere un calcio d'angolo, perché quest'ultimo si portò le mani al volto facendo credere all'arbitro che fosse stato colpito al volto dal difensore turco.

## Palmarès

### Competizioni nazionali
- Campionato turco: 5

Galatasaray: 1996-1997, 1997-1998, 1998-1999, 1999-2000, 2001-2002

### Competizioni internazionali
- Coppa UEFA: 1

Galatasaray: 1999-2000
- Supercoppa UEFA: 1

Galatasaray: 2000